# Шероке (Люблінський повіт)
Шероке (пол. Szerokie) — село в Польщі, у гміні Конопниця Люблінського повіту Люблінського воєводства.
Населення — 599 осіб (2011).

## Демографія
Демографічна структура станом на 31 березня 2011 року:
|          | Загалом | Допрацездатний вік | Працездатний вік | Постпрацездатний вік |
| -------- | ------- | ------------------ | ---------------- | -------------------- |
| Чоловіки | 289     | 69                 | 196              | 24                   |
| Жінки    | 310     | 68                 | 196              | 46                   |
| Разом    | 599     | 137                | 392              | 70                   |